# باول بارنت
باول بارنت (بالإنجليزية: Paul Barnett)‏ هو قسيس أسترالي، ولد في 23 سبتمبر 1935.